# 5241 Beeson
5241 Beeson este un asteroid din centura principală de asteroizi.

## Descriere
5241 Beeson este un asteroid din centura principală de asteroizi. A fost descoperit pe 23 decembrie 1990 la Kushiro de Seiji Ueda și Hiroshi Kaneda. Asteroidul prezintă o orbită caracterizată de o semiaxă mare de 3,12 ua, o excentricitate de 0,18 și o înclinație de 3,7° în raport cu ecliptica.